# Calico (Geisterstadt)
Calico Ghost Town ist eine Geisterstadt in der Mojave-Wüste im Süden Kaliforniens (USA). Von Los Angeles über die Interstate 15 kommend, folgt auf der linken Seite in den Bergen der Schriftzug CALICO. Die Stadt wurde 1881 im Zuge des Silberbergbaus gegründet. Zu ihren besten Zeiten lebten ungefähr 1.200 Menschen in Calico und es gab über 500 Minen.
Gegen Ende des 19. Jahrhunderts fiel der Silberpreis dramatisch ab. Die Minen waren nicht mehr ökonomisch und die Stadt wurde infolgedessen aufgegeben. Am 24. Juli 2001 brannte ein Teil der Gebäude nachts nieder, wahrscheinlich nach einem Kurzschluss in einem der Gebäude. Da schon im 19. Jahrhundert jedes fünfte Gebäude als Feuerschutz aus Lehm gebaut werden musste, konnte sich dieser Brand nicht verheerend auswirken.
Einige Gebäude aus der damaligen Zeit blieben erhalten und können heute gemeinsam mit Nachbauten besichtigt werden. Auch ein Besuch von Minen oder das Erleben von „Wild-West-Shows“ ist möglich. Außerdem ist ein Campingplatz unterhalb der Geisterstadt angelegt, dessen Benutzung auch zum Eintritt in das Museum berechtigt. Durch die Restauration, die Nachbauten und die fast ausnahmslos darin untergebrachten Shops hat Calico jedoch eher den Charakter eines Freiluftmuseums als einer originalen Siedlung.

## Galerie

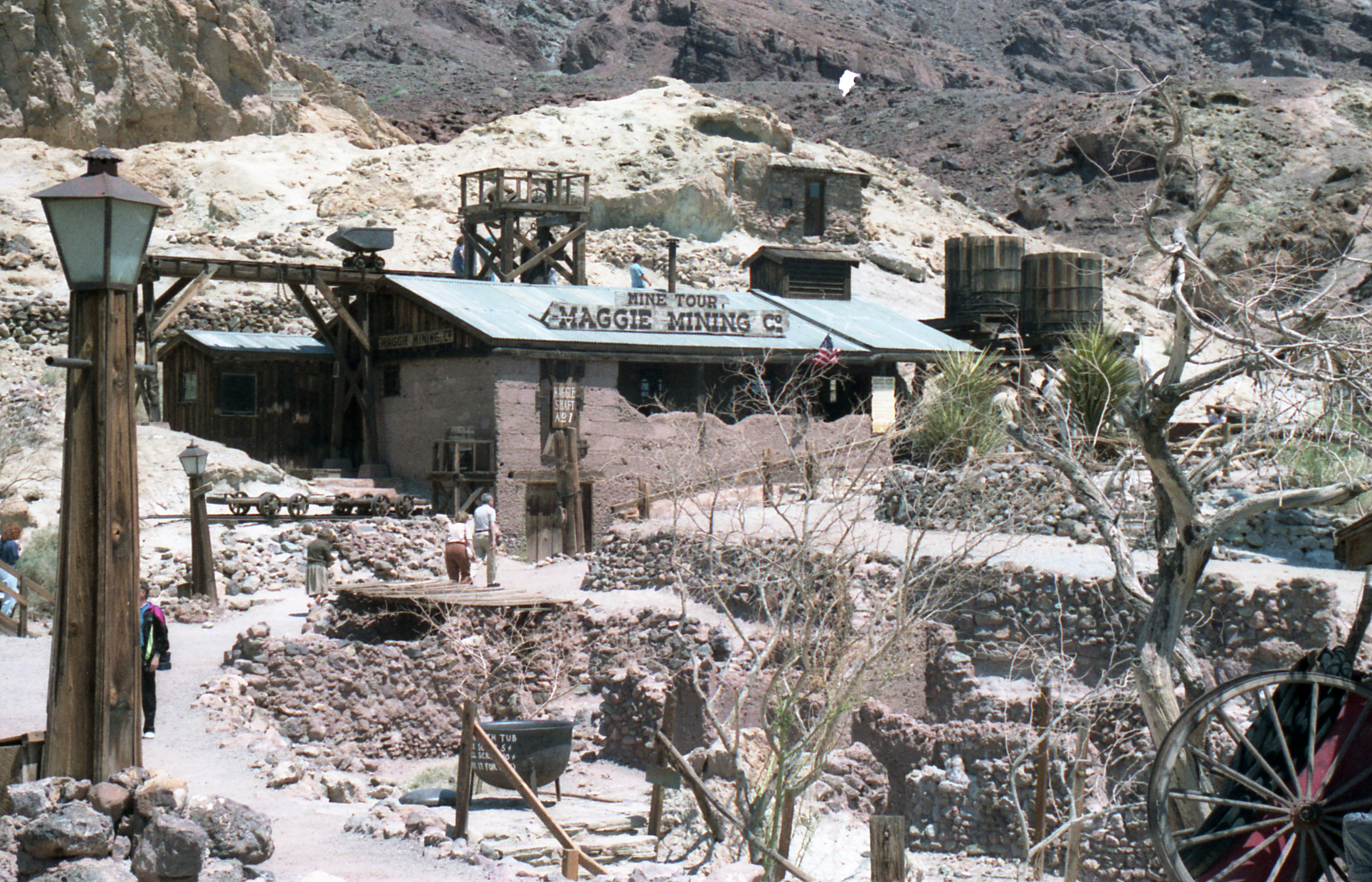
Ehemalige Silbermine „Maggie Mining“
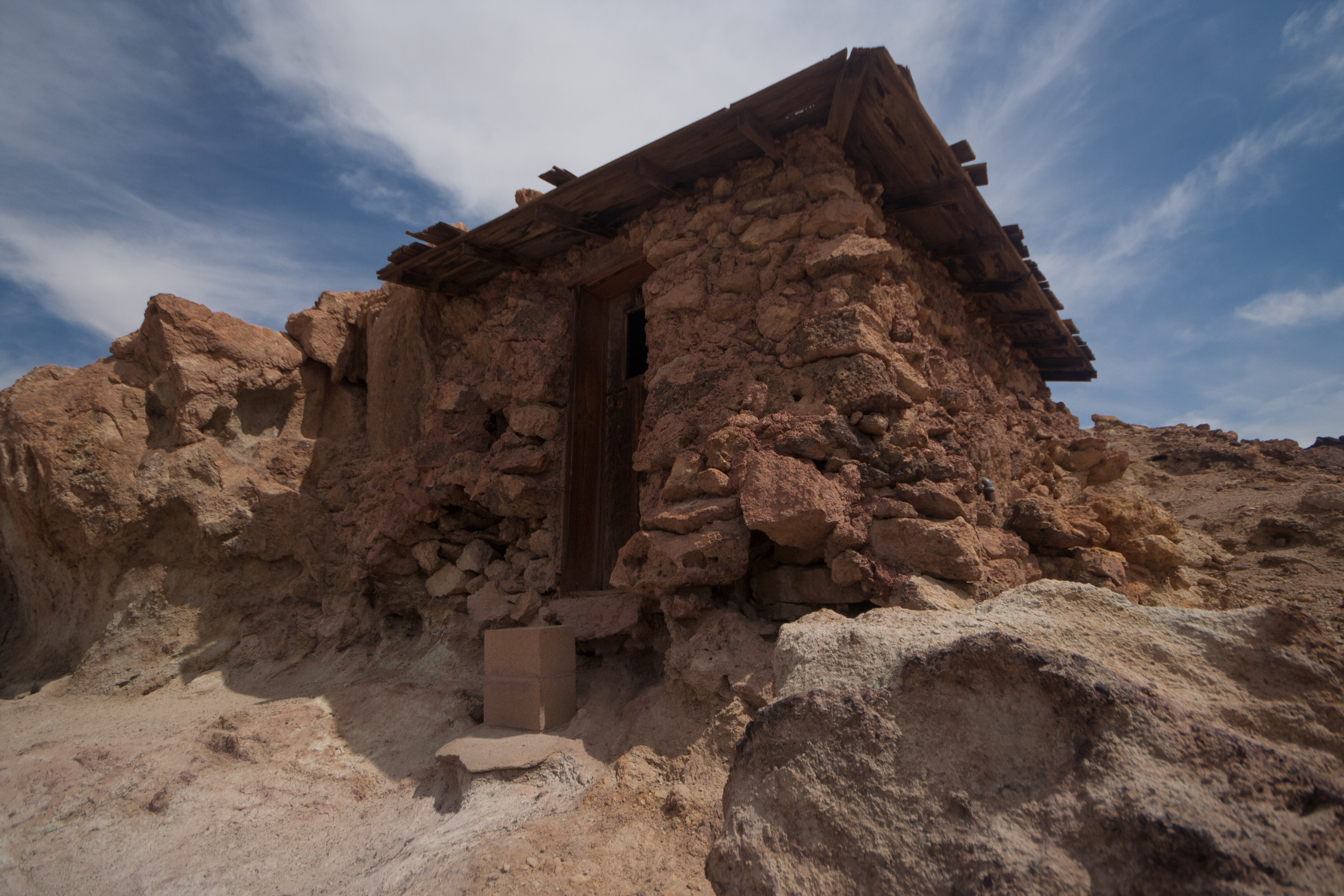
Unterkunft der Minenarbeiter
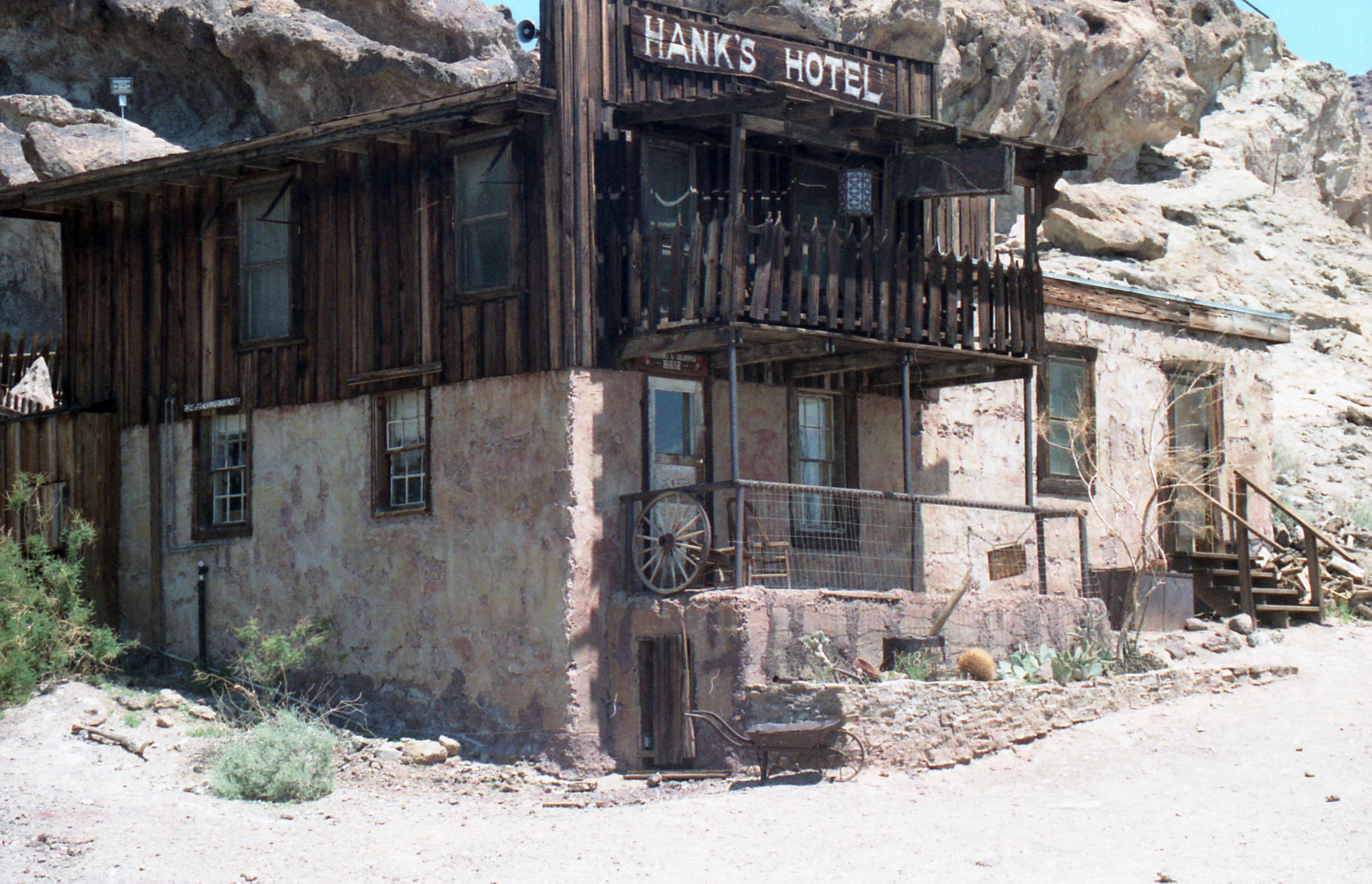
Ehemaliges Hotel
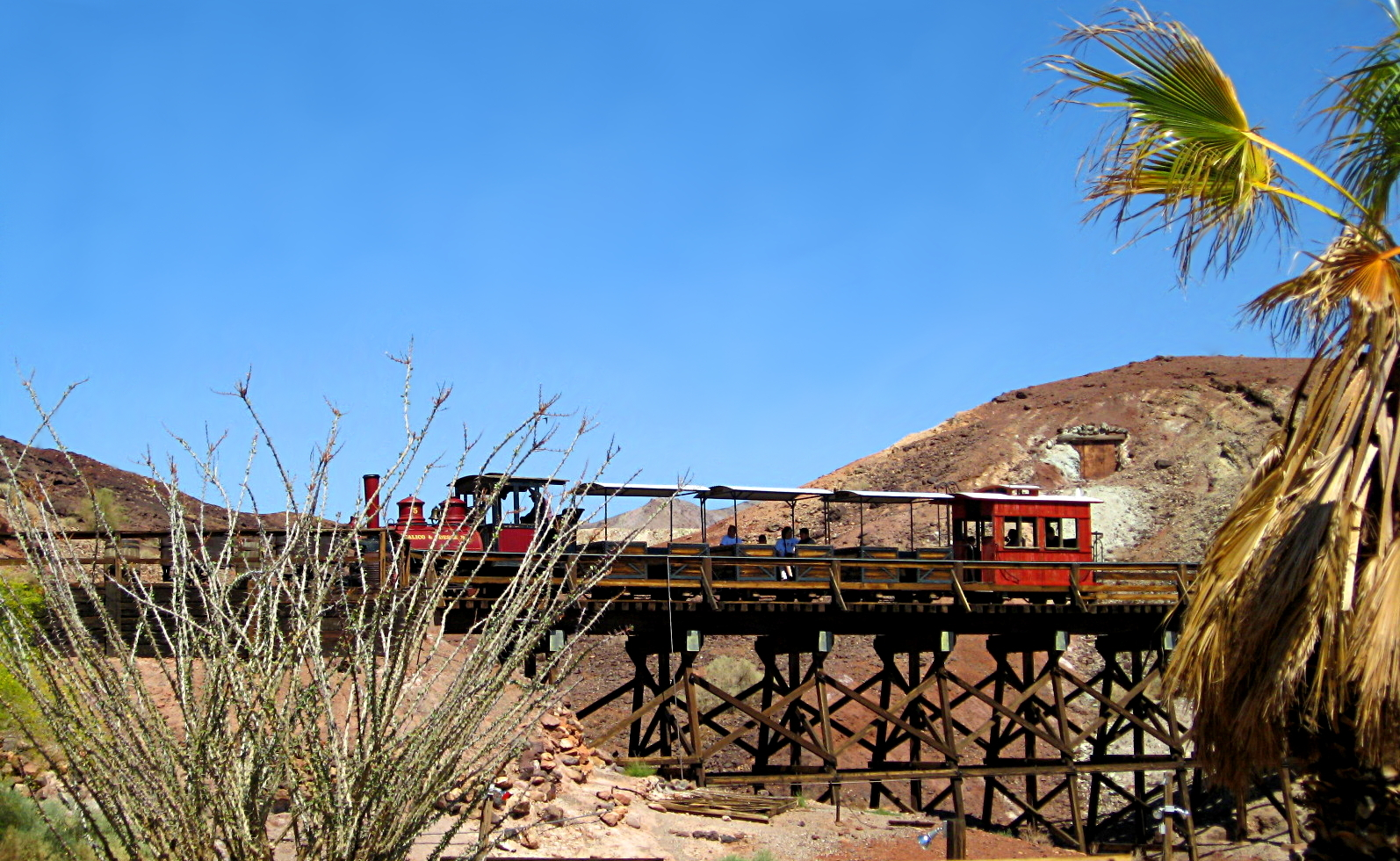
Eisenbahn-Brücke
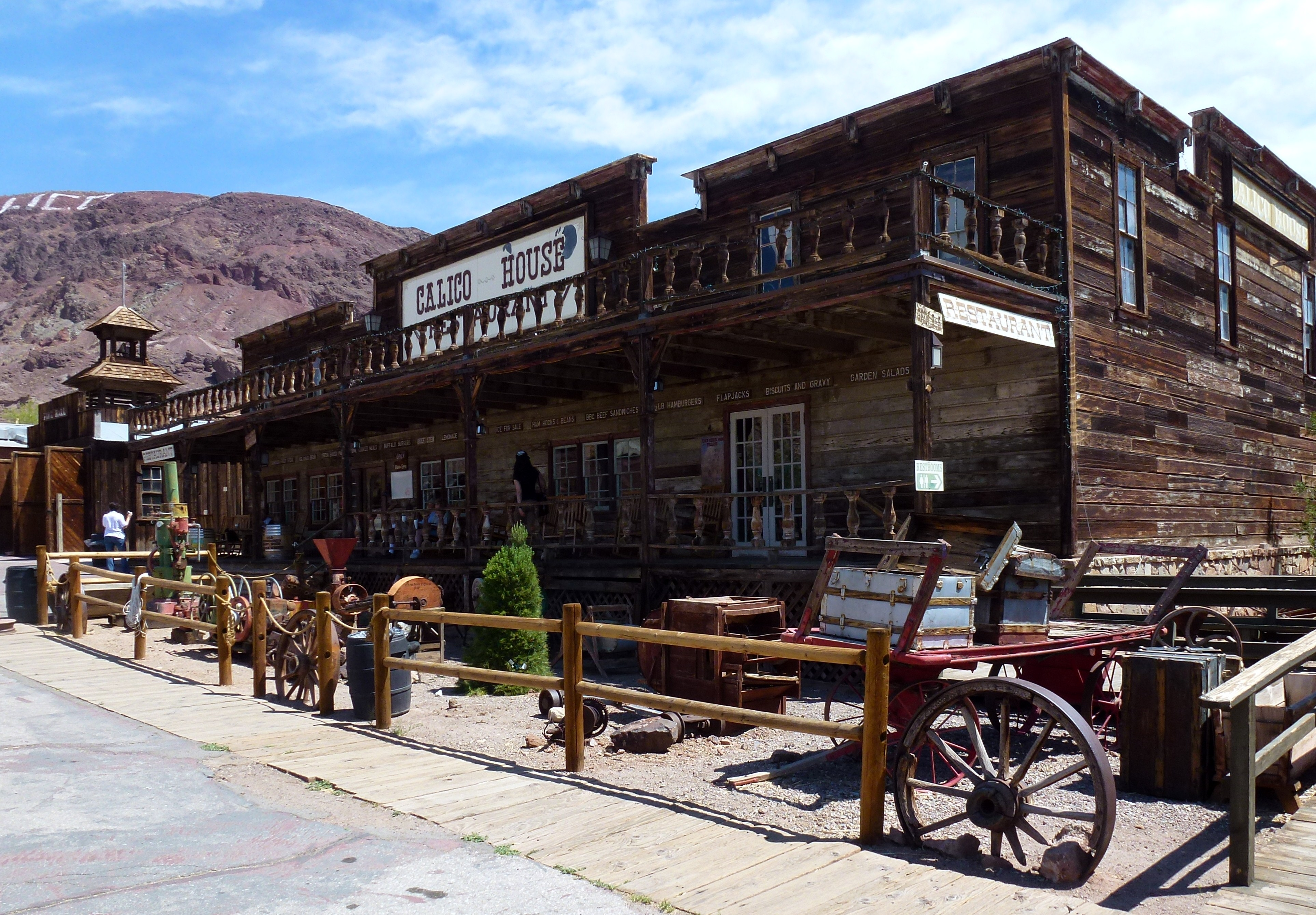
Ehemaliges Restaurantgebäude
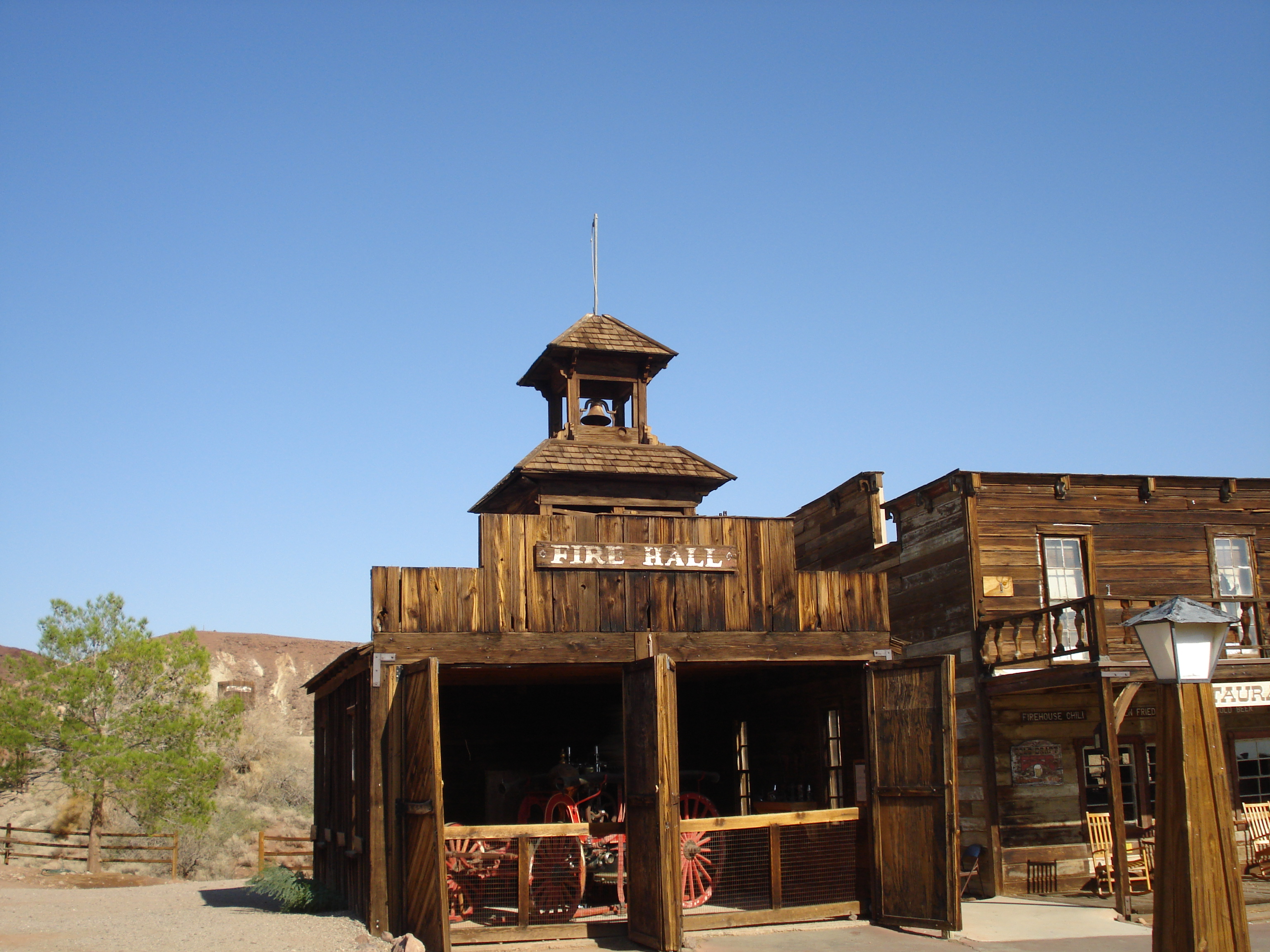
Feuerwehrhaus
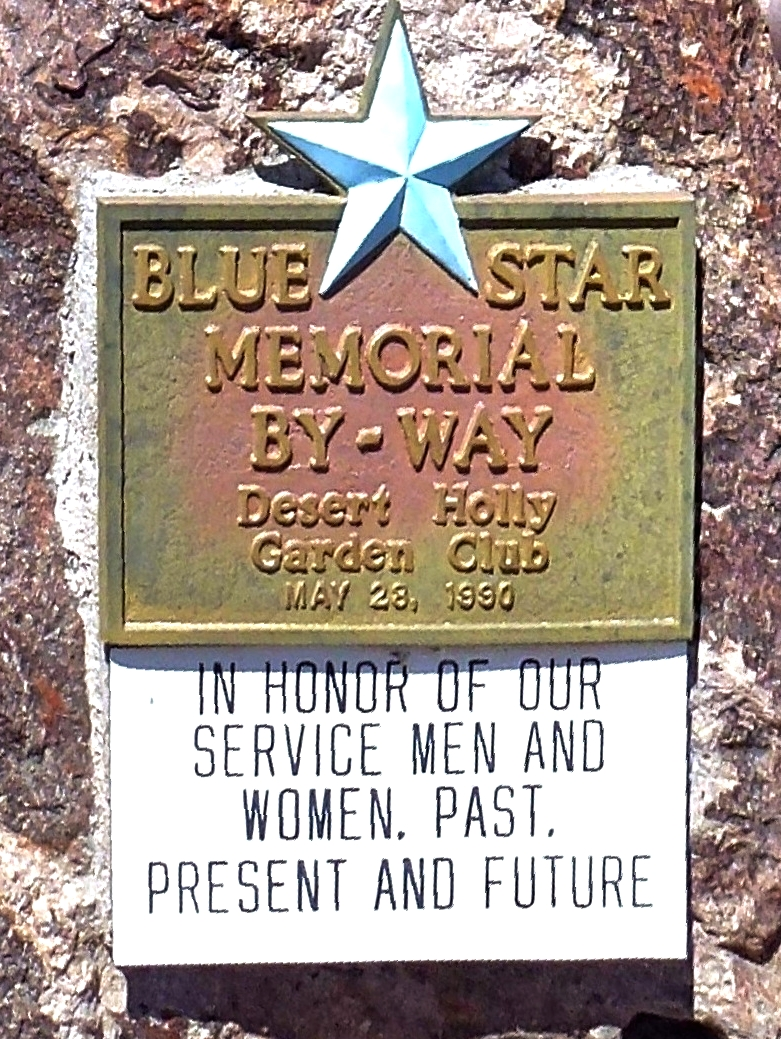
Gedenktafel zum Blauen Stern